# لوران سگالان
لوران سگالان (به فرانسوی: Laurent Ségalen) رمان‌نویس قرن بیستم میلادی اهل فرانسه است.